# Andrea Clemente
Andrea Clemente (San Nicola la Strada, 6 de julio de 1942-Turín, 16 de enero de 1970) fue un deportista italiano que compitió en bobsleigh. Ganó una medalla de bronce en el Campeonato Europeo de Bobsleigh de 1969, en la prueba doble.

## Palmarés internacional
| Campeonato Europeo | Campeonato Europeo | Campeonato Europeo | Campeonato Europeo |
| Año                | Lugar              | Medalla            | Prueba             |
| ------------------ | ------------------ | ------------------ | ------------------ |
| 1969               | Cervinia (Italia)  | Medalla de bronce  | Doble              |